# Ťin-šan-ling
Ťin-šan-ling (čínsky pchin-jinem Jīnshānlǐng, znaky zjednodušené 金山岭, tradiční 金山嶺, česky doslovně: „hřeben Zlatých hor“) je jeden z úseků opevnění Velké čínské zdi. Leží ve stejnojmenné hornaté oblasti okresu Luan-pching na území provincie Che-pej, která se rozkládá přibližně 140 km severovýchodně od čínské metropole Pekingu. Tato část zdi navazuje směrem na východ na úsek S’-ma-tchaj a západně směřuje k oblasti Mu-tchien-jü bez přímého napojení.

## Historie
Úsek Ťin-šan-ling byl v jednoduché podobě postaven během jižních a severních dynastií v šestém století našeho letopočtu. Po založení říše Ming roku 1368 generál Sü Ta zeď obnovil. Začátkem 70. let 16. století proběhla pod vedením generála Čchi Ťi-kuanga rekonstrukce opevnění, zvýšení a zesílení zdiva, se vznikem dvojitých zdí v klíčových částech. Výzkumnící Luo Če-wen a Ču Si-jüan, provádějící studie od roku 1980, úseku přisoudili strategický význam, vyzdvihli jeho estetickou hodnotu a prohlásili ho za ztělesnění samotné podstaty Velké zdi.

## Charakteristika
Na trase úseku Ťin-šan-ling dlouhého 10,5 km zeď uzavírá pět horských průsmyků, je posílena třemi signálními věžemi a šedesáti sedmi věžemi v různých stylech, přibližně se 150metrovými rozestupy. Klíčovou součástí jsou Hlavní věž na paměť Wu Kuej-chuy, která se obětovala, aby odrazila útok ze severu v období dynastie Ming, Černá věž a Věž Tchao-čchun připomínající dvě ženy, Chej-ku a Tchao-čchun, jež věnovaly významné příspěvky na stavbu Velké zdi.
Po zrestaurování části Ťin-šan-ling došlo v oblasti blížící se k úseku S’-ma-tchaj ke zhoršení technického stavu a návratu do původních podmínek. Pro účely turistiky postavená kabinová lanová dráha umožnila rychlé dosažení nejvyššího místa úseku.
Podle čínského státního úřadu pro turistiku se pro profesionální fotografy v Číně Ťin-šan-ling stal v roce 2017 jedním z deseti nejvyhledávanějších míst, a to kvůli scénerii a odkazu bohatosti lidského ducha.

## Galerie

Ťin-šan-ling
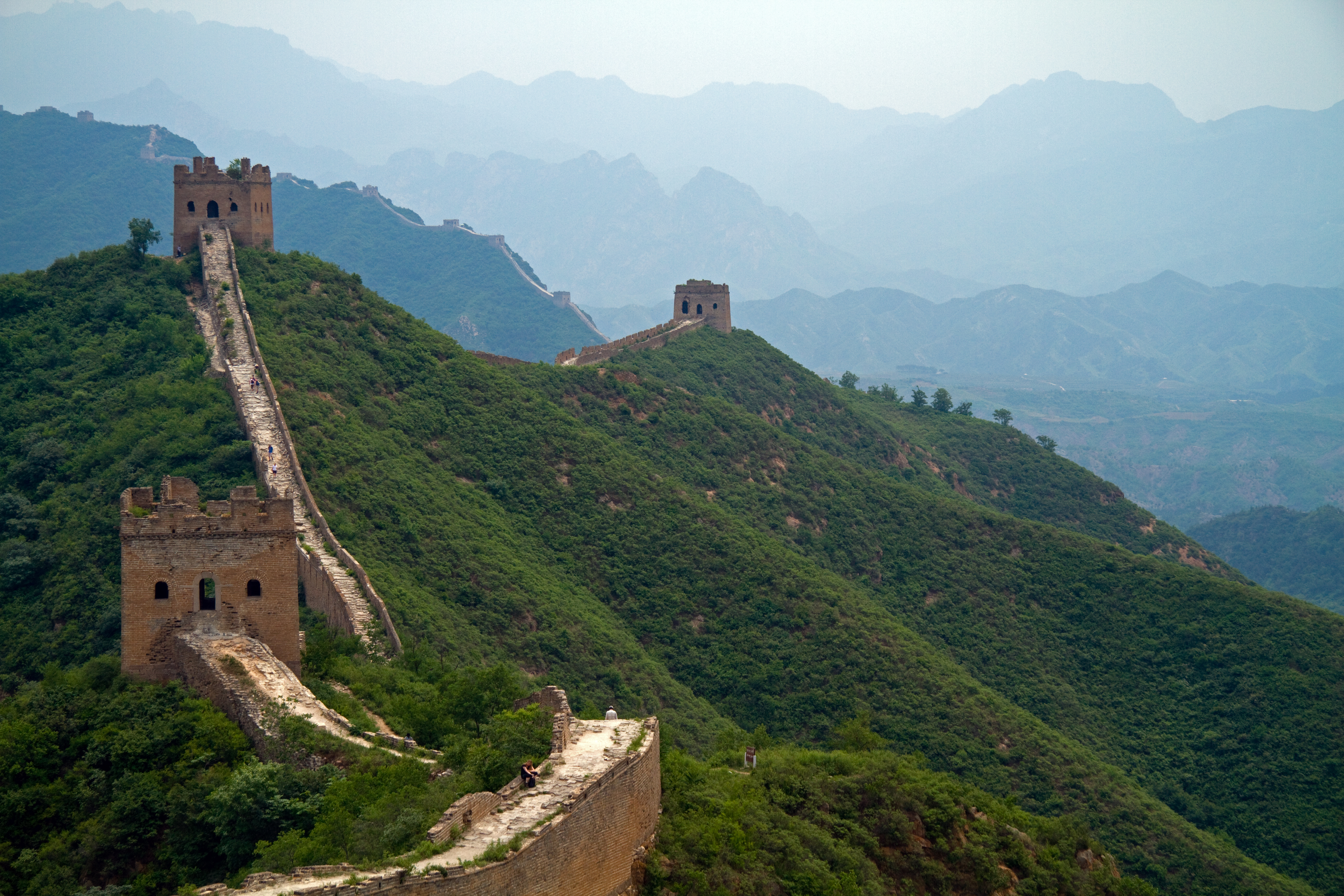
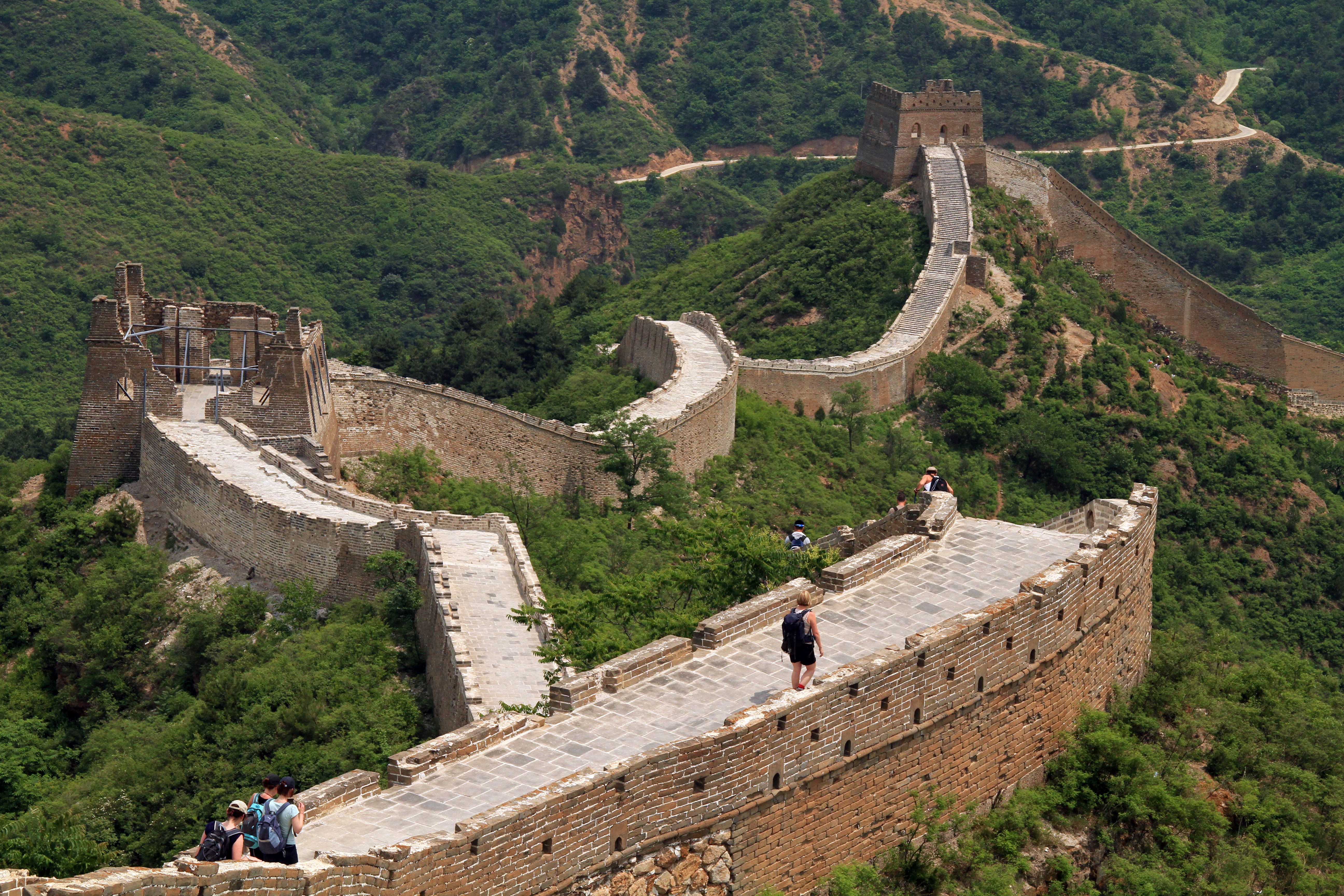
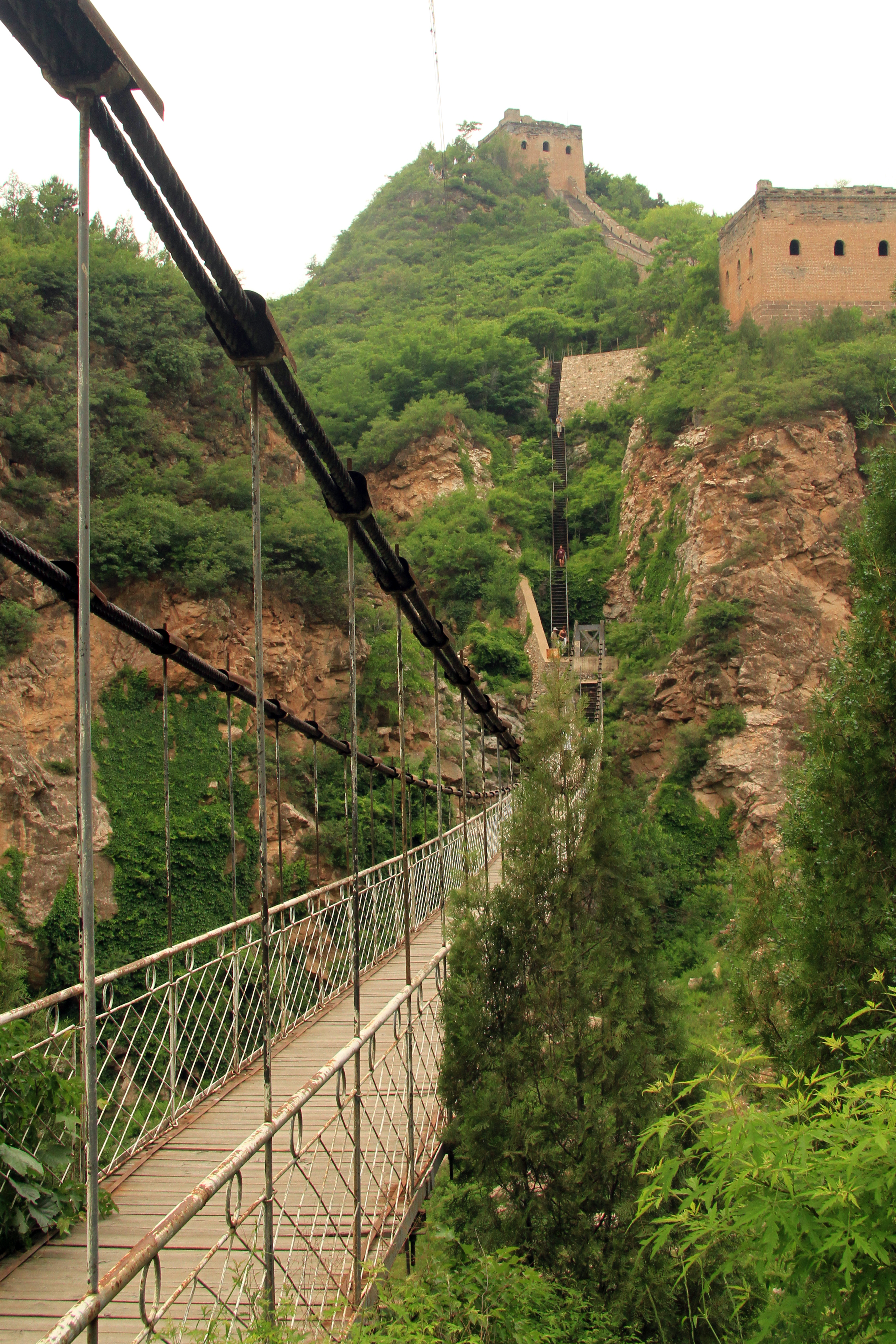
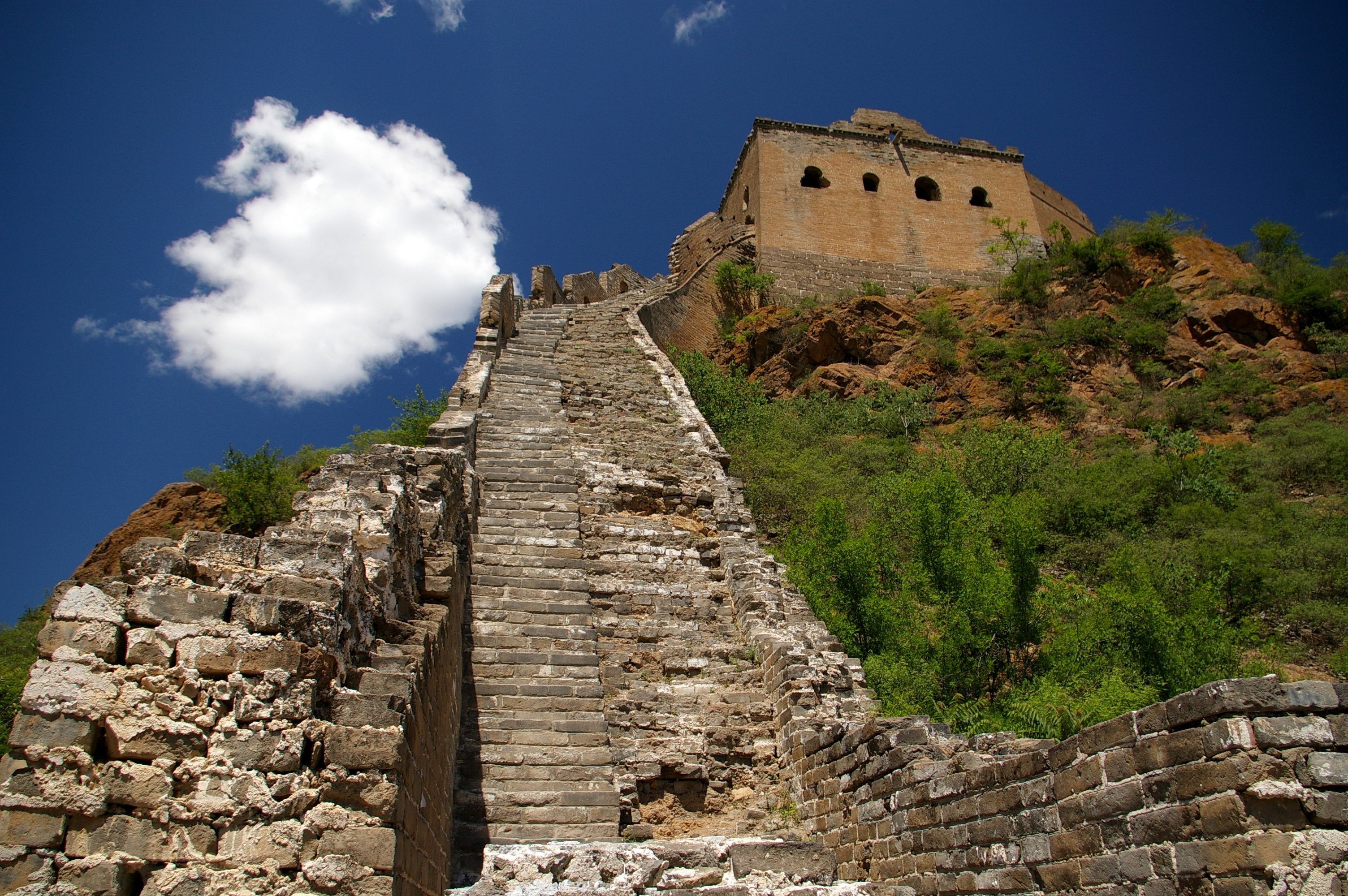